# 32279 Marshall
32279 Marshall este o planetă minoră (asteroid) din centura de asteroizi. A fost descoperită pe 1 august 2000 la Experimental Test Site⁠(d) de Lincoln Near-Earth Asteroid Research. 
Obiectul prezintă o orbită caracterizată de o semiaxă mare de 2,6525444 UAi, o excentricitate de 0,08, o înclinație de 3,52932 ° în raport cu ecliptica.